# Wohnwasserturm Wulsdorf
| Wohnwasserturm Bremerhaven-Wulsdorf | Wohnwasserturm Bremerhaven-Wulsdorf                |
| Wasserturm                          | Wasserturm                                         |
| Daten                               | Daten                                              |
| ----------------------------------- | -------------------------------------------------- |
| Baujahr:                            | 1927                                               |
| Architekten:                        | Wilhelm Kunz / Heinrich Mangel                     |
| Baustil:                            | Backsteinexpressionismus                           |
| Turmhöhe:                           | 33 m                                               |
| Behälterart:                        | Zwei Stahlbetonbehälter                            |
| Volumen der Behälter:               | zusammen 1500 m³                                   |
| Nutzung:                            | Wasserversorgung von Stadt und Hafen, 24 Wohnungen |
| Denkmalschutz:                      | Kulturdenkmal seit 1978                            |
| Wasserturm                          |                                                    |

Der Wohnwasserturm Wulsdorf in Bremerhaven-Wulsdorf wurde 1927 gebaut und diente als Wasserturm und zugleich als Wohngebäude. Der 33 Meter hohe Stahlbetonbau war zur Bauzeit das erste Hochhaus an der Unterweser und steht seit 1978 unter Denkmalschutz. Er ist neben den Wassertürmen in Bremerhaven-Lehe (Wasserturm Bremerhaven-Lehe (Hafenstraße), Wasserturm Bremerhaven-Lehe (Langener Landstraße)) und dem Wasserturm Geestemünde der vierte erhaltene Wasserturm in Bremerhaven. Siehe auch Liste der Wassertürme in Bremerhaven.

## Baugeschichte
In den 1920er Jahren wurde der Fischereihafen erheblich ausgebaut. Die seltene Kombination von Wohnhaus und Wasserturm erklärt sich aus der Notwendigkeit, den rasant steigenden Wasserbedarf des Fischereihafens zu decken und zugleich die Wohnungsnot der damaligen Stadt Wesermünde zu lindern.
Der Bau wurde vom Wesermünder Stadtbaurat Wilhelm Eduard Kunz (1880–1945) in Zusammenarbeit mit Bremerhavens Hochbauamtsleiter Heinrich Mangel geplant. Die Bauzeit betrug 15 Monate, die Baukosten lagen bei 420.000 Reichsmark.
Da es sich um einen Stahlbetonskelettbau handelte, konnte man die Innenwände frei verschieben oder herausnehmen. Dadurch hätten auch größere Büroräume entstehen können. Angesichts der Wohnungsnot entschloss man sich aber, nur Wohnungen einzurichten.

## Bauwerk
Es handelt sich um einen achtgeschossigen Stahlbetonskelettbau mit Klinkerverblendung. Er enthält 24 Zwei- und Dreizimmerwohnungen in fünf Geschossen. Die Wohngeschosse sind durch Dreieckslisenen und pfeilerartige Gebäudeecken gegliedert. Nach oben schließt sich der Tropfbodenbereich mit kleinen Rautenfenstern an. Das wenig gegliederte Behältergeschoss schließt den Bau nach oben ab. Unter dem Abschlussgesims weist es ein Zackenband mit Rautenfenstern auf. In der Gebäudemitte verbindet ein dreieckiger Treppenhauserker optisch den Wohnbereich mit dem Behältergeschoss, in dem zwei Hochbehälter aus Stahlbeton ursprünglich 1500 m³ Wasser aufnahmen.
Architekturgeschichtlich lässt sich der Wohnwasserturm sowohl dem norddeutschen Backsteinexpressionismus als auch dem funktionalen Stil des Neuen Bauens zuordnen. Er war eines der ersten Bauwerke in Wesermünde, das die modernen Architekturströmungen der 1920er Jahre aufgriff.

## Weitere Wohnwassertürme
Der Wasserturm Blumenthal beherbergt im Erdgeschoss eine Kindertagesstätte. In Preetz (Schleswig-Holstein) steht der Wohnwasserturm Preetz.